# Robbie Kruse
Robbie Thomas Kruse (* 5. října 1988, Brisbane, Austrálie) je bývalý australský fotbalový útočník.

## Reprezentační kariéra
Kruse je bývalým mládežnickým reprezentantem Austrálie.
V A-mužstvu Austrálie přezdívaném Socceroos debutoval v roce 2011.

S národním týmem Austrálie vyhrál domácí Mistrovství Asie v roce 2015.